# آرتاشس ورویر
آرتاشس آرامی ورویر (ارمنی: Արտաշես Արամի Վրույր؛ زاده ۱۸۹۷ - درگذشته ۱۹۸۷) عکاس اهل ارمنستان بود. وی بین سال‌های - تا - میلادی فعالیت می‌کرد.

## زندگی‌نامه
آرتاشس در ۱۸۹۷ در تفلیس به دنیا آمد . وی برادر آرا ورویر بود. . وی همچنین برنده جوایزی همچون هنرمند شایسته ارمنستان شوروی () شد. وی در ۱۹۸۷ در سن ۹۰ سالگی در ایروان درگذشت.